# Esh Sheikh Dannūn
Esh Sheikh Dannūn (hebreiska: א שיח’ דנון, Esh Sheikh Dāwūd, א שיח’ דאוד) är en ort i Israel.   Den ligger i distriktet Norra distriktet, i den norra delen av landet. Esh Sheikh Dannūn ligger 102 meter över havet och antalet invånare är 2 305.
Terrängen runt Esh Sheikh Dannūn är platt västerut, men österut är den kuperad. Terrängen runt Esh Sheikh Dannūn sluttar västerut.Runt Esh Sheikh Dannūn är det ganska tätbefolkat, med 90 invånare per kvadratkilometer. Närmaste större samhälle är Nahariya, 5,3 km väster om Esh Sheikh Dannūn. Trakten runt Esh Sheikh Dannūn består till största delen av jordbruksmark.